# Blakeney
Blakeney é uma vila e freguesia no distrito de North Norfolk em Norfolk, Inglaterra, cerca de 27,7 milhas (44,6 km) de Norwich.
Antigo porto comercial, o aglomerado é agora um ponto de encontro no leste inglês para os amantes da natureza. Junto aos pântanos da reserva natural de Blakeney, o visitante pode desfrutar da vela, a observação de aves ou travessias de barco para ver as focas que fizeram deste pantanal a sua casa.

## Transporte
A via principal é a A149, que vai de King's Lynn até Cromer.

### Aeroporto
O Aeroporto Norwich está localizado 26,0 milhas (41,8 km) sul da povoado e oferece ligações aéreas directas entre o Reino Unido e a Europa.

## Igreja
A igreja de Blakeney, denominada "São Nicholas" (Saint Nicholas).